# 京極伊知子
京極 伊知子（きょうごく いちこ、慶長13年（1608年）ごろ - 万治3年4月27日（1660年6月4日））は、江戸時代前期の大名京極宗家の女性。若狭小浜藩主・出雲松江藩主京極忠高の庶子。播磨龍野藩主京極高和に一時養嗣子とされた旗本京極高房の母。夫は京極家家老の多賀常良。手記『涙草』の著者として知られる。

## 生涯
京極忠高の庶子として産まれる。生年は不明だが、『涙草』の記述によれば夫の常良とほぼ同年と見られ、慶長13年（1608年）ごろと推測されている。翌慶長14年（1609年）に祖父高次が死去し、忠高が若狭小浜9万2千石を相続している。母とは早くに別れ、『涙草』には「おやなどいふ人のあたりもしらず」と記している。
寛永8年（1631年）に多賀常良に嫁ぐ。忠高が寛永14年（1637年）に世継の男子なく死去し、末期養子として家督を継いだ忠高の甥（伊知子の従弟）の高和が播磨龍野藩へ移封になると、伊知子も夫とともに龍野へ移る。
寛永20年（1643年）に男子を出産し、幼名を頼母の助と称する（のちの高房）。ようやく迎えた子であったが、翌年7月、夫の常良が病没する。
頼母の助は6歳となる慶安元年（1649年）、当時実子のなかった高和の養嗣子として選ばれ、同年のうちに江戸へと出立する。伊知子が龍野の峠から江戸に向かう行列を見送る様子が『涙草』に記されている。
慶安3年（1651年）にその『涙草』を執筆する。
明暦元年（1655年）、高和に実子高豊が誕生する。高房は嗣子ではなくなり、のちに高豊が家督を継いだ際に3千石を分知され旗本となる。万治元年（1658年）、高和が讃岐丸亀藩に転封となると、伊知子も丸亀へと移る。
万治3年（1660年）4月27日に丸亀において死去した。法名は壽昌院殿茂林宗繋大姉。

## 涙草
『涙草』は、慶安3年（1651年）に京極伊知子によって記された手記である。日記文学のような形式で、夫との死別の悲嘆、我が子を慈しむ日々、そして子が主家の後継として選ばれ自分の元を去ることへの切実な心情を、45首の和歌とともに洗練された筆致でしたためている。
「それ人のおやのこを悲しむ道は、思ふにもあまり、いふにも詞たらざるべし。」と始まり、幼くして父を失い、母の元を離れていく我が子を思い、高房への形見として、別れて以来涙に暮れる自分の心中を記したと結ばれる。
地の文が武家の秩序に根ざし、主家や家長を立てることに重きを置いているのに対し、歌は夫と子への自己の感情や意志を中心にまとめ上げている。表現からは『万葉集』や『古今集』『新古今和歌集』『源氏物語』などの影響を見ることができ、伊知子が古歌や物語に深く親しんだことがうかがえる。
原本は現存せず、丸亀藩士の家に流布した写本によって伝えられた。